# Saline de Saint-Hippolyte
La saline de Saint-Hippolyte est exploitée par des puits à saumure sur la rive droite du Doubs au Moyen Âge (voire depuis l'époque celtique), jusqu'au XVIIe siècle à Saint-Hippolyte dans le département du Doubs, en région de Bourgogne-Franche-Comté.
Le gisement exploité correspond au bassin salifère de Franche-Comté daté du Trias supérieur.